# Vladimir Grigorievitch Fedorov
 (février 2024).
Si vous disposez d'ouvrages ou d'articles de référence ou si vous connaissez des sites web de qualité traitant du thème abordé ici, merci de compléter l'article en donnant les références utiles à sa vérifiabilité et en les liant à la section « Notes et références ».
Pour les articles homonymes, voir Vladimir Fiodorov et Fiodorov.
Vladimir Grigorievitch Fedorov (en russe Владимир Григорьевич Фёдоров), né le 15 mai 1874 à Saint-Pétersbourg et mort le 19 septembre 1966 à Moscou, est un ingénieur, inventeur et fabricant d'armes russe, puis soviétique. Il fut également lieutenant-général d'un corps du génie militaire.
Vladimir Fedorov a étudié au Deuxième gymnasium de Saint-Pétersbourg où il a fait ses études secondaires après l'obtention du diplôme à l'École d'artillerie Mikhaïlovski. Ce diplôme lui a permis de rejoindre les rangs de l'armée de l'Empire russe en 1895, où il a servi pendant deux ans en tant que commandant de peloton.
Après la révolution d'Octobre 1917, il fut nommé directeur technique de la première usine d'armement soviétique de 1918 jusqu’en 1931. Celle-ci produisait principalement des armes légères comme des pistolets-mitrailleurs. En 1922 il fabriqua la Fyodorov–Shpagin Modèle 1922.
En 1966, il meurt à Moscou et est enterré au cimetière Golovinskoïe.

## Distinctions
- Héros du travail socialiste[2]
- Ordre de Lénine
- Ordre de la Guerre patriotique (1re classe)
- Ordre de l'Étoile rouge